# Serwy (See)
Der See Serwy (polnisch: jezioro Serwy) liegt in der Woiwodschaft Podlachien in Polen etwa 20 Kilometer östlich von der polnisch-belarussischen, wie polnisch-litauischen Grenze entfernt auf etwa 127 Metern über dem Meeresspiegel. Er speist sich aus dem Augustów-Kanal, in dem er auch wieder abfließt. Seine Maximale Tiefe liegt bei etwa 41, seine mittlere Tiefe bei etwa 14 Metern. Die gleichnamige Ortschaft Serwy liegt direkt am westlichen, die Ortschaften Mołowiste und Podmacharce am östlichen und Sucha Rzeczka am südlichen Ufer. Die nächstgrößere Stadt ist Augustów etwa 20 Kilometer in südwestlicher Richtung. Der See hat zwei kleinere Inseln, Dębowo und Lipówka, mit einer Gesamtfläche von 0,2 km². Als regional bekannter Strandsee gilt er als beliebtes touristisches Erholungsgebiet der einheimischen Bevölkerung.